# Mlékárna Kunín
Mlékárna Kunín, s.r.o. je podnik založený v obci Kunín na Novojičínsku, který zpracovává mléko a vyrábí mléčné výrobky. Od roku 2004 výroba probíhá v Ostravě-Martinově.

## Historie
Mlékárna v Kuníně vznikla koncem 19. století. Vyráběla sýr ementál s denní spotřebou asi 1000 litrů mléka. Od roku 1940 ji vlastnil švýcarský výrobce Zürcher, který v letech 1943-1944 postavil novou výrobní halu.
Po skončení války se v Novojičínském okrese začali sdružovat drobní zemědělci, kteří ustanovili „Kravařské mlékárenské družstvo“ a pomohli tak mlékárně obnovit provoz. V plném provozu byl závod již od roku 1947.
Po znárodnění roku 1950 dostala mlékárna název „Mlékařské závody, národní podnik, Kunín“. Roku 1967 získala v konkurenci dvanácti severomoravských podniků standardu podnikového ředitele, která svědčila o jakosti vyráběných výrobků. Závod nakoupil strojní zařízení a provedl stavební úpravy budov tak, že byl schopen ročně zpracovat až 25 milionů litrů mléka.

### Po roce 1989
Roku 1992 je založena Mlékárna Kunín a.s. Od roku 2004 sídlí výrobní závod v Ostravě-Martinově. Od roku 2007 je jejím novým majitelem francouzská společnost Lactalis.